# Gの嵐!
『Gの嵐!』（ジーのあらし!）は、2005年10月5日から2006年9月27日まで、日本テレビ系列で毎週水曜日24:50 - 25:20に放送された嵐の深夜バラエティ番組で冠番組の1つ。特別番組として『驚きの嵐!世紀の実験 学者も予測不可能SP』が放送された。
「Cの嵐!」「Dの嵐!」の次番組で、「嵐の宿題くん」と続く嵐の深夜番組シリーズの第3作。

## 概要
- 「Gの嵐!」では、嵐扮する「嵐応援団」の応援団員が、初めに応援したい人のVTRを紹介し、そのうち1つを選んで実際に応援に向かう。番組名の「G」には「頑張れ!」の意が込められている。主な企画はエア・ギター、マイナースポーツなど。
- 番組のナレーションは「Cの嵐!」「Dの嵐!」に続いて小林清志。
- 応援歌「ファイトソング」（作詞：嵐、作曲：二宮和也）が制作された。
- 「嵐応援団」以外にも、前番組「Dの嵐!」のコーナーの「Aの嵐!」と「うだうだスペシャル」は継続して放送された。特に「うだうだスペシャル」では相葉が作る罰ゲーム満載のすごろく「相葉すごろく」が恒例に。
- 日本テレビ公式サイトではアクセスランキング8位をキープしていた。また、2006年11月に発売されたDVD「C×D×G no ARASHI!」がオンラインストアAmazon.co.jpのDVD売り上げランキングで1位を記録した。

また、2006年9月26日に放送された「Gの嵐!」の特別番組として、『驚きの嵐!世紀の実験 学者も予測不可能SP』が放送された。

### 嵐応援団
- 「嵐応援団」の団員は嵐の5人。それぞれ学生服を着用し、それぞれ肩章などが色違いになっている（大野智は青、櫻井翔は赤、相葉雅紀は紫、二宮和也は黄、松本潤は緑）。
- 「伝説の団長」として東山紀之（少年隊）がいる（「Cの嵐!」では「クレームエージェント嵐」の部長、「Dの嵐!」では「ドキュメントプレス嵐」の社長を務めた）。
- セットは部室を模した造りで、旗、和太鼓、トロフィー、ロッカーなどが置かれている。壁には応援団規則のほかに、額に入った伝説の団長（東山紀之）の顔写真も飾られている。

### 番組名
- 「Gの嵐!」という番組名は、前番組「Dの嵐!」の最終回にて大野が投げたダーツで決まった。最初は「M」に刺さったが、既に「Mの嵐!」という松本が担当する同名コーナーがあり、これは「めんどくさい」のMを示したため、再びダーツを投げGに決まった。
- 「Gの嵐!」最終回でも、次番組のタイトルをダーツで決める事になり、新番組タイトル候補は「朝まで生嵐!」「嵐のふしぎ発見!」「嵐の宿題くん」「夜は○○おもいッきり嵐!」「なるほど・ザ・嵐!」などがあったが、松本の「パッとしない」という意見により、番組スタッフが新たな的を持ってくる。しかし、的はほぼ「嵐の宿題くん」で埋まっており、次番組のタイトルは「嵐の宿題くん」に決まった。

## 放送内容

### 2005年
| 回 | 放送日   | 応援団員                                                      | 放送内容                                                      |
| -- | -------- | ------------------------------------------------------------- | ------------------------------------------------------------- |
| 1  | 10月5日  | 大野・二宮                                                    | 音痴克服バスツアー                                            |
| 2  | 10月12日 | 櫻井・相葉                                                    | 6戦6敗がけっぷちボクサー 伊藤つよし                           |
| 3  | 10月19日 | 二宮・松本                                                    | アキバ系男の愛の告白                                          |
| 4  | 10月26日 | 大野・櫻井                                                    | 芽が出ない役者 川西義一                                       |
| 5  | 11月2日  | 相葉・二宮                                                    | UFOを呼べるのに信じてもらえない男                             |
| 6  | 11月9日  | 嵐                                                            | マイナースポーツ（キンボール、カバディ）                      |
| 7  | 11月16日 | 相葉・松本                                                    | ちびガール                                                    |
| 8  | 11月23日 | 相葉・二宮                                                    | UFO第2弾                                                      |
| 9  | 11月30日 | 大野・松本                                                    | コスプレ少女の恋の告白                                        |
| 10 | 12月7日  | 嵐                                                            | マイナースポーツ（スピードボール、ペイントボール）            |
| 11 | 12月14日 | Aの嵐! 前番組「Dの嵐!」で相葉が担当していた実験コーナーが復活 | Aの嵐! 前番組「Dの嵐!」で相葉が担当していた実験コーナーが復活 |
| 12 | 12月21日 | 嵐                                                            | エアギター                                                    |

### 2006年
| 回 | 放送日  | 応援団員                                                                                              | 放送内容 |
| -- | ------- | --- | --- |
| 13 | 1月4日  | 名場面&未公開放出!うだうだSP - 相葉すごろく - 名場面・未公開映像集                                    | 名場面&未公開放出!うだうだSP - 相葉すごろく - 名場面・未公開映像集                                                                                   |
| 14 | 1月11日 | 大野・松本                                                                                            | レディースの愛の告白 |
| 15 | 1月18日 | 嵐 | エアギターを芸能人に広めたい! |
| 16 | 1月25日 | 相葉・松本                                                                                            | 幼稚園児の小さな恋 |
| 17 | 2月1日  | 嵐 | 男だけのチアリーダー |
| 18 | 2月8日  | 大野・二宮                                                                                            | ニューハーフさんの告白 |
| 19 | 2月15日 | 嵐 | エアギター第3弾 |
| 20 | 2月22日 | Aの嵐!                                                                                                | Aの嵐! |
| 21 | 3月1日  | 未公開特集 - 大野と櫻井の絵を使用した神経衰弱 - Aの嵐!未公開映像集 - エア・ギター未公開映像集         | 未公開特集 - 大野と櫻井の絵を使用した神経衰弱 - Aの嵐!未公開映像集 - エア・ギター未公開映像集                                                        |
| 22 | 3月8日  | 嵐 | エアバンド嵐メンバーオーディション第2弾 |
| 23 | 3月15日 | 二宮・松本                                                                                            | 彼氏の前で初めてのオナラ |
| 24 | 3月22日 | 櫻井・相葉                                                                                            | ミラー催眠術 - カレー嫌い - 潔癖症 |
| 25 | 3月29日 | 嵐 | マイナースポーツ大賞 - スポーツ手裏剣 - スポーツチャンバラ - フリンゴ - ユニカール - サイクルフィギュア - ネットボール - キャスティング - 囲碁ボール |
| 26 | 4月5日  | 嵐 | エアギター第5弾 |
| 27 | 4月12日 | 嵐 | エアバンド大会（前半） |
| 28 | 4月19日 | 嵐 | エアバンド大会（後半） 応援歌「ファイトソング」初披露                                                                                                |
| 29 | 4月26日 | 大野・櫻井                                                                                            | ニューハーフさんの告白 |
| 30 | 5月3日  | 名場面&未公開映像 - 相葉すごろく - Aの嵐!未公開映像集 - エア・ギター未公開映像集                      | 名場面&未公開映像 - 相葉すごろく - Aの嵐!未公開映像集 - エア・ギター未公開映像集                                                                     |
| 31 | 5月10日 | 櫻井・相葉                                                                                            | ミラー催眠第2弾 |
| 32 | 5月17日 | 櫻井・相葉                                                                                            | ミラー催眠第2弾 |
| 33 | 5月24日 | 櫻井・二宮                                                                                            | ダメホスト |
| 34 | 5月31日 | Aの嵐!                                                                                                | Aの嵐! |
| 35 | 6月7日  | 大野・櫻井                                                                                            | マイナースポーツ（フィーエルヤッペン） |
| 36 | 6月14日 | 二宮・松本                                                                                            | 彼氏の前で初めてのオナラ第2弾 |
| 37 | 6月21日 | 祝!200と4回放送したよ、記念スペシャル - 相葉すごろく - 「Cの嵐!」「Dの嵐!｣「Gの嵐!｣シリーズの名場面集 | 祝!200と4回放送したよ、記念スペシャル - 相葉すごろく - 「Cの嵐!」「Dの嵐!｣「Gの嵐!｣シリーズの名場面集                                                |
| 38 | 6月28日 | 「ニノ嵐!」スペシャル 前番組「Dの嵐!」にて二宮が担当したドッキリ企画の名場面集                        | 「ニノ嵐!」スペシャル 前番組「Dの嵐!」にて二宮が担当したドッキリ企画の名場面集                                                                       |
| 39 | 7月5日  | 大野・櫻井・相葉                                                                                      | 社長がニューハーフのIT企業の社員旅行 |
| 40 | 7月12日 | 二宮・松本                                                                                            | カナヅチを克服 |
| 41 | 7月19日 | 嵐 | 川柳で楽しく遊ぶ（高円寺） |
| 42 | 7月26日 | 大野・二宮                                                                                            | ヲタ芸同好会 |
| 43 | 8月2日  | 嵐 | マイナースポーツ（スポーツヌンチャク） |
| 44 | 8月9日  | 大野・櫻井・松本                                                                                      | マイナースポーツ（キャニオニング） |
| 45 | 8月16日 | Aの嵐!                                                                                                | Aの嵐! |
| 46 | 8月23日 | お絵かき神経衰弱第2弾 - 大野と櫻井の絵を使用した神経衰弱 - 未公開映像集                               | お絵かき神経衰弱第2弾 - 大野と櫻井の絵を使用した神経衰弱 - 未公開映像集                                                                              |
| 47 | 8月30日 | 大野・櫻井・二宮                                                                                      | 櫻井のお絵かき勉強ツアー |
| 48 | 9月6日  | 嵐 | 川柳企画第2弾 |
| 49 | 9月13日 | 相葉すごろくin秋&マイナースポーツ名場面集 - 相葉すごろく - マイナースポーツ応援企画の名場面集         | 相葉すごろくin秋&マイナースポーツ名場面集 - 相葉すごろく - マイナースポーツ応援企画の名場面集                                                        |
| 50 | 9月20日 | - うだうだスペシャル - Aの嵐!名場面集 - 過去の名場面映像集                                            | - うだうだスペシャル - Aの嵐!名場面集 - 過去の名場面映像集                                                                                           |
| 51 | 9月27日 | - うだうだスペシャル - Aの嵐!名場面集 - 過去の名場面映像集                                            | - うだうだスペシャル - Aの嵐!名場面集 - 過去の名場面映像集                                                                                           |

## シリーズ化した企画

### エア・ギター応援企画
ギターを持たずに音楽に合わせてギターを奏でるエア・ギターを応援する企画。嵐のメンバー自身がエア・バンド（楽器を持たないバンド）「嵐」を結成し、最終的にはエア・バンド大会が開催された。
2005年11月30日放送
エア・ギターをVTRで紹介。
2005年12月21日放送
エア・ギターを応援するため、日本初のエア・バンド「嵐」を結成。しかし全員エア・ギターを希望したため、エア・ギターオーディションを開催。結果、エア・ギターに二宮と松本、エア・ドラムに櫻井、エア・キーボードに相葉、エア・ボーカルに大野が決定した。
エア・ギタリストの宮城マリオらの指導のもと練習し、新宿ロフトプラスワンにてデビューライブを開催。クイーン「輝ける7つの海」を披露した。
2006年1月18日放送
エア・ギターを芸能人に広めようと、テレビ局内でエア・バンドの勧誘を行った。酒井敏也、菅谷大介（アナウンサー）、出川哲朗、山口もえ、猫ひろしが参加。
2006年2月15日放送
前回のスカウトから拡大し、オーディションを開催。エア・バンド「嵐」の練習・新曲披露後、楽屋前に強制オーディション会場を設置し、通りかかった人にエア・ギターをプレイしてもらう。湯浅卓、藤井恒久（アナウンサー）、西川史子、おぎやはぎ、スタッフ、そしてエア・ギタリストの金剛地武志が参加。
2006年3月8日放送
エア・バンド大会の開催が決定。2月15日放送回に続き、オーディションを開催。高橋ジョージ（THE虎舞竜）、ヨネスケ、青田典子、ゆうたろう、金剛地武志が参加。
2006年4月5日、12日、19日放送
偵察・練習（4月5日放送分）をふまえ、2週にわたってエア・バンド大会の大会を放送。
エア・バンド「嵐」はギターの二宮が映画撮影のため欠場したため、新メンバーに酒井敏也が加入。カウベルを担当した。練習を重ねたエア・バンド「嵐」は大会でも満点（40点）に近い39点を記録し、主催者側であるが優勝。次点に37点の高橋ジョージと福地春香（一般参加）がつけ、福地春香に優勝賞品「エアドゥーで行く北海道旅行」が贈られた。

#### 出演者
- 司会進行：嵐、藤井恒久（アナウンサー）
- 審査委員長：野口五郎
- 審査員：マーティ・フリードマン（メガデス）、かながわIQ、宮城マリオ
- 出場者
  - パントマイマーの兄弟ユニット「ヘルパー2Q」（曲：ギターウルフ「イナズマのメロディー」）
  - 高橋ジョージ （曲：「津軽じょんがら節」「ロード」）
  - 女性6人組「ソルティッシモ」 （曲：X JAPAN）
  - アキバ系エアギタリスト 山田浩史
  - 女子中学生4人組「既製品肉じゃが」 （曲：グリーン・デイ）
  - インスタントジョンソン、火災報知器、360°モンキーズ、サワー沢口「太田プロ芸人軍団」 （曲：葉加瀬太郎「情熱大陸」）
  - 女子大生 福地春香 （曲：女子十二楽坊）
  - エア・ギタリストのユニット「エアギタージャパン」
  - パントマイムチーム「WALKER」
  - イジリー岡田、ゆうたろう、矢沢永作、つんつく、ザ・たっち「ものまねチーム」
  - 80歳エアプレイヤー 坪内寅雄
  - 湯浅卓
  - 「エアバンド嵐&TOSHIYA」 （曲：プリンス「Endorphinmachine」）
  - 覆面エアプレイヤー 金剛地武志

### マイナースポーツ応援企画
日本で普及していないスポーツを応援する企画。嵐のメンバーが実際に体験する回と、VTRで紹介する回がある。
| 放送日         | 取り上げられたスポーツ                                                                           |
| -------------- | ------------------------------------------------------------------------------------------------ |
| 2005年10月26日 | キンボール                                                                                       |
| 2005年11月9日  | キンボール カバディ                                                                              |
| 2005年12月7日  | スピードボール ペイントボール                                                                    |
| 2006年2月1日   | ローンボウルズ                                                                                   |
| 2006年2月8日   | ブローカート                                                                                     |
| 2006年3月29日  | スポーツチャンバラ フリンゴ ユニカール サイクルフィギュア ネットボール キャスティング 囲碁ボール |
| 2006年6月7日   | フィーエルヤッペン                                                                               |
| 2006年6月14日  | パンポン                                                                                         |
| 2006年7月12日  | ヘルスボール                                                                                     |
| 2006年7月26日  | スポーツヌンチャク                                                                               |
| 2006年8月2日   | スポーツヌンチャク                                                                               |
| 2006年8月9日   | キャニオニング                                                                                   |

### 告白応援企画
愛の告白を応援する企画。 
| 放送日         | 応援内容                                                         |
| -------------- | ---------------------------------------------------------------- |
| 2005年10月19日 | アキバ系男性が12年間片思いでいた人に告白（スピードワゴンが協力） |
| 2005年11月30日 | コスプレイヤーの女性がコスプレの衣装で告白                       |
| 2006年1月11日  | 暴走族の女性が可愛らしく変身して告白                             |
| 2006年1月25日  | 幼稚園児の告白を応援、遊園地デートをプレゼント                   |
| 2006年2月8日   | ニューハーフが同じ職場の男性に告白                               |
| 2006年4月26日  | ニューハーフが男性に告白                                         |

### Aの嵐!
前番組「Dの嵐!」からのコーナー。相葉を中心に「お馬鹿実験」をテーマに数々の実験を行う。
| 放送日                      | 実験内容                                                                               |
| --------------------------- | -------------------------------------------------------------------------------------- |
| 2005年10月26日              |                                                                                        |
| 2005年12月14日              | 望遠レンズのズームでどのくらい遠くまで見ることができるか                               |
| 2005年12月14日              | 証明写真機で集合写真を撮ることは可能か                                                 |
| 2005年12月14日              | ワサビを鼻をつまんだ状態で食べればツーンとしないのか                                   |
| 2005年12月14日              | 水飴の中で風船・水風船を割るとどうなるか                                               |
| 2005年12月14日              | 水飴の中でサイダーを開封するとどうなるか                                               |
| 2005年12月14日              | お坊さんは長時間正座した後でも早く走れるのか                                           |
| 2005年12月14日              | サクマ式ドロップスの飴を全種類溶かし混ぜると何味になるか                               |
| 2006年2月22日               | パイナップル・羊羹・ゆで卵を糠漬けにするとどうなるか                                   |
| 2006年2月22日               | 米を粉末にして炊くとどうなるか                                                         |
| 2006年2月22日               | ハゲ頭で遠隔操作機器は反射するか                                                       |
| 2006年2月22日               | ダチョウの卵は爆竹で割れるのか                                                         |
| 2006年2月22日               | キンギョは目を回すのか                                                                 |
| 2006年2月22日               | X線写真で鞄に入ったエスパー伊東を撮影するとどうなるか                                  |
| 2006年3月1日 （未公開映像） | 目覚し時計のベルを鳴らすに瞬間接着剤をつけると止まるか                                 |
| 2006年3月1日 （未公開映像） | 薄型テレビの画面をカラーコピーしたらどうなるか                                         |
| 2006年5月31日               | ソース、コーラ、ビール、青汁、酢で味付き卵を作ろう                                     |
| 2006年5月31日               | カレー冷やし中華、カレーところてん、カレーパフェ、カレーかき氷を作ろう                 |
| 2006年5月31日               | 鉄製の下駄を履いて泳ぐことは可能か                                                     |
| 2006年5月31日               | 水中でダーツは可能か                                                                   |
| 2006年5月31日               | 竹筒の代わりにちくわ、レンコン、リコーダーで水遁の術は可能か                           |
| 2006年5月31日               | ラップを何枚重ねたら人はその上を渡ることができるのか                                   |
| 2006年8月16日               | スイカの皮、トウモロコシの芯、枝豆のさや、バナナの皮、カニの殻、卵の殻でチップを作ろう |
| 2006年8月16日               | 走幅跳の跳ぶ瞬間に腰に巻きつけたボウリング球を投げたら反動で記録が伸びるか             |
| 2006年8月16日               | 100mハードルで100m - 110m区間に集中してハードルを並べて走ると記録は速くなるか          |
| 2006年8月16日               | 真空のガラスケースの中に風船、目覚し時計、ビール、ショートケーキを入れるとどうなるか   |
| 2006年8月16日               | しらたきでマフラー、帽子は編めるか（このマフラーとぼうしは後に大野も被る）             |
| 2006年9月27日               | ギター、トランペット、リコーダー、マラカス、トライアングルを水中で弾いたらどうなるか   |
| 2006年9月27日               | 水中と水上で糸電話を通して会話すると聞こえるのか                                       |
| 2006年9月27日               | 花火の玉に火薬を半分しか詰めなかったらどうなるか                                       |

### 相葉すごろく
相葉お手製のすごろく。ここでは以下について主に記述し、2007年1月8日放送の「嵐の宿題くん」にて行われた「川柳大喜利」についても触れる。実施回のカウントは便宜上のもの。
- Vol.1 - 2006年1月4日放送
- Vol.2 - 2006年5月3日放送
- Vol.3 - 2006年6月21日放送「204回記念スペシャル」
- Vol.4 - 2006年9月13日放送「相葉すごろくin秋」
- Vol.5 - 2006年12月25日放送の「嵐の宿題くん」にて行われた「相葉すごろくwithオグちん」

相葉すごろくのルールは、当たりのマス（青文字）に止まれば「マンゴー」や「夕張メロン」等のご馳走（Vol.5では小倉智昭がよく行く店舗から当たりマスを考案）を獲得できるが、はずれのマス（赤文字）に止まってしまうと「ストッキングかぶり」や「乳首あきTシャツ」等の罰ゲームが用意されている。すごろく盤に「○マス進む・戻る」は存在しない。順番は原則として相葉から始まるが、Vol.5ではそれに小倉が注文を付けたため、ジャンケンの結果大野→櫻井→松本→相葉→二宮となった（小倉は「罰ゲームが嫌」として不参加）。
川柳大喜利のルールは、小倉が良いと判定した場合は座布団が追加されるが、悪いと判定した場合は同局で放送されている「笑点」のそれと違い座布団の没収ではなく「お仕置き」が執行された（お仕置きの内容自体は相葉すごろくの罰ゲームと同一）。
主な罰ゲームは以下の通り。
ストッキングかぶり
Vol.5で相葉が「恒例」と発言した通り、Vol.1から川柳大喜利まで毎回必ず登場し必ず犠牲者が出る、名実共に相葉すごろくを代表する罰ゲーム。その収録中、常にストッキング（パンスト）を頭に被ったままでの参加となる。単に「ストッキング」といえばこの「ストッキングかぶり」を意味しており、Vol.5ではこのマスが全て「ストッキング」のみとなっていた。
「Gの嵐!」の放送期間中に全員が犠牲となった（被った順番は、大野→二宮（以上Vol.1）→相葉→松本（以上Vol.2）→櫻井（Vol.3）。Vol.5は大野→二宮→松本、川柳大喜利は相葉→櫻井）が、特に大野はVol.4（と、川柳大喜利）以外毎回この犠牲となっており、相葉すごろくで唯一回避できたVol.4でもしらたきマフラー&ぼうし（前述）を被ったうえにVol.5で2回もストッキングを被ったため事実上この回避も帳消し（単純平均すると、1回のすごろくで1回ストッキングを被った計算）となった。ちなみに二宮はVol.4にて大野に先立って2回被っており、相葉と大野は1投目の1巡目でいきなり被った（相葉：Vol.3、大野：Vol.5）。櫻井が被った際はストッキングが伝線した（Vol.4と川柳大喜利）事もある。
相葉すごろくでは収録終了までストッキングを外す事は基本的に無いが、川柳大喜利では犠牲者の櫻井と相葉が集中できなくなり小倉が2人にストッキングを外すよう指示する事態に至った。
当たりマスに止まった際は、原則として口元までストッキングを上げる等の措置を取る（ただし、飲み物の場合はストッキングの上から飲む）が、Vol.3ではうなぎ重に当たった相葉がストッキングをしたまま食べるよう命じられ、蒲焼のタレだけを吸って吐き出した。
Vol.3では、二宮が櫻井を「ストッキングL（Left）」、相葉を「ストッキングR（Right）」と命名した（視聴者側から見ると櫻井が左で相葉が右）が、それを根に持っていた櫻井はVol.4で二宮は中央だと言ったが、当の二宮はすぐに自身は「ストッキングC（Center）」と返した。
乳首あきTシャツ
Vol.3で初登場した、ストッキングかぶりに次ぐ名物罰ゲーム。その収録中、常に乳首部分だけ穴を開けた白いTシャツを着ての参加となる。Vol.5にて、ストッキングかぶり同様全員が犠牲（着た順番は、二宮（Vol.3）→大野→相葉（以上Vol.4）→櫻井→松本（以上Vol.5））となった。こちらも収録終了までTシャツを脱ぐ事は無い。
同じVol.3では「屈辱Tシャツ」が登場し櫻井と相葉が犠牲となった（文面は、櫻井：「運動音痴」、相葉：「馬鹿」。なお、その時点で共にストッキングを被っていた）が、その時点で既に乳首あきTシャツの犠牲となっていた二宮は「乳首部分に穴が開いていないだけまだまし」と一蹴した。
Vol.4では、大野は「姿勢がよくなる」と評している。相葉が犠牲となった際は松本が穴を開けたが、その穴が大きすぎたためにピンマイクの取り付けが不可能になってしまい、二宮が相葉のストッキングの端にマイクを取り付け、櫻井に「ピンマイク革命」と言われた。
Vol.5では小倉が穴を開けており、相葉・櫻井・松本の3人とも抵抗した果てに穴を開けられた（松本に至ってはその時点でストッキングも被っていた）。
街角シリーズ
スタジオでの収録後に実施。
- エアギターセッション（Vol.1は松本と二宮が、Vol.3は櫻井が犠牲者）
- ティッシュ配り（Vol.1。相葉が犠牲者）

落書きシリーズ
顔に落書きされる。いずれも相葉が犠牲者。
- 顔に墨で落書き（Vol.1）
- 櫻井画伯が顔に○○をラクガキ（Vol.4）

カラシシリーズ
顔にカラシを塗られる。いずれも櫻井が犠牲者。
- 顔にカラシ（Vol.4）
- カラシひげ（Vol.5。乳首あきTシャツからの振り替え）

ムキムキマン→おしっこポーズ
Vol.5と川柳大喜利に登場。男性に抱きかかえられた状態で「おしっこ、しー! しー!」と声をかけられてしまう。
大野・相葉・櫻井が犠牲となったが、Vol.5でストッキングを被っていた大野は後に被った（通称「ストッキング弟」）二宮から慰められるという事態に至った。相葉が犠牲となった際は更なる辱めを受ける。川柳大喜利で犠牲となった櫻井は「シュール過ぎる」と評している。
ヲタ芸ダンス
Vol.5にて、相葉が乳首あきTシャツ3回目（2回目の時点で小倉はへその部分に穴を開けていた）、松本がストッキングかぶり2回目の際に振り替えられた罰ゲーム。前述のヲタ芸同好会のメンバーと共にヲタ芸を踊らなければならない。
罰ゲーム終了後、相葉は放心状態となり、松本は「すごく疲れる」と評している。更に松本は前に被った（通称「ストッキング3兄弟」。被った順番に大野：長男、二宮：二男、松本：三男という事になる）二宮から「頑張れ弟!」と応援された。
ちなみに「Gの嵐!」のスタジオには消え物室（炊事場）が無かったため、スタッフはご馳走を9Fの消え物室で調理してから32Fのスタジオへ運び、そこから更に電子レンジで加熱して出していた（Vol.2での部員日記（スタッフブログ）参照）。Vol.5では小倉が優勝者にプレゼントを用意しており、ゴールした相葉は小倉からプラダのショルダーバッグをプレゼントされた。

### 応援歌制作プロジェクト
視聴者からの提案により、2006年1月18日放送回にて応援歌の制作を発表。以降、番組末で制作を進める過程（「勇気づけられた一言」を募集して歌詞を作成、二宮が曲をつけ、レコーディング）が放送された。曲名は「ファイトソング」。
2006年4月19日放送のエア・バンド大会終了後、同じ会場で初披露。作曲を手がけた二宮は映画の撮影のため収録を欠席したが、VTRで曲紹介を行った。その後、「ファイトソング」は「Gの嵐!」のオープニング映像に使用されたほか、2007年2月21日発売のシングル「Love so sweet」初回限定盤に収録された。後にカップリング・ベスト「ウラ嵐マニア」にも収録されている。

## 放送局
| 地域           | 放送局           | 放送日時          | 放送日の遅れ |
| -------------- | ---------------- | ----------------- | ------------ |
| 関東広域圏     | 日本テレビ       | 水曜24:50 - 25:20 | 制作局       |
| 北海道         | 札幌テレビ       | 水曜24:50 - 25:20 | 同時ネット   |
| 青森県         | 青森放送         | 水曜24:50 - 25:20 | 同時ネット   |
| 秋田県         | 秋田放送         | 水曜24:50 - 25:20 | 同時ネット   |
| 山形県         | 山形放送         | 水曜24:50 - 25:20 | 同時ネット   |
| 福島県         | 福島中央テレビ   | 水曜24:50 - 25:20 | 同時ネット   |
| 新潟県         | テレビ新潟       | 水曜24:50 - 25:20 | 同時ネット   |
| 静岡県         | 静岡第一テレビ   | 水曜24:50 - 25:20 | 同時ネット   |
| 中京広域圏     | 中京テレビ       | 水曜24:50 - 25:20 | 同時ネット   |
| 広島県         | 広島テレビ       | 水曜24:50 - 25:20 | 同時ネット   |
| 山口県         | 山口放送         | 水曜24:50 - 25:20 | 同時ネット   |
| 福岡県         | 福岡放送         | 水曜24:50 - 25:20 | 同時ネット   |
| 長崎県         | 長崎国際テレビ   | 水曜24:50 - 25:20 | 同時ネット   |
| 鹿児島県       | 鹿児島讀賣テレビ | 水曜24:50 - 25:20 | 同時ネット   |
| 岩手県         | テレビ岩手       | 木曜24:20 - 24:50 | 22日遅れ     |
| 宮城県         | ミヤギテレビ     | 水曜24:20 - 24:50 | 14日遅れ     |
| 山梨県         | 山梨放送         | 木曜24:20 - 24:50 | 8日遅れ      |
| 長野県         | テレビ信州       | 月曜24:50 - 25:20 | 12日遅れ     |
| 富山県         | 北日本放送       | 金曜25:50 - 26:20 | 23日遅れ     |
| 石川県         | テレビ金沢       | 日曜25:30 - 26:00 | 11日遅れ     |
| 福井県         | 福井放送         | 木曜24:50 - 25:20 | 15日遅れ     |
| 近畿広域圏     | よみうりテレビ   | 木曜24:50 - 25:20 | 8日遅れ      |
| 鳥取県・島根県 | 日本海テレビ     | 日曜10:55 - 11:25 | 151日遅れ    |
| 徳島県         | 四国放送         | 火曜24:20 - 24:50 | 13日遅れ     |
| 香川県・岡山県 | 西日本放送       | 木曜24:55 - 25:25 | 64日遅れ     |
| 高知県         | 高知放送         | 土曜25:50 - 26:20 | 24日遅れ     |
| 熊本県         | 熊本県民テレビ   | 水曜24:20 - 24:50 | 14日遅れ     |
| 大分県         | 大分放送         | 月曜24:55 - 25:25 | 12日遅れ     |

### DVD
「Cの嵐!」「Dの嵐!」「Gの嵐!」の内容を抜粋したDVD「C×D×G no ARASHI! Vol.1」「C×D×G no ARASHI! Vol.2」がバップから発売されている。
「Gの嵐!」からは実験企画「Aの嵐!」、応援歌「ファイトソング」が収められている（「嵐応援団」の企画は収録されていない）。